# Daynara de Paula
Daynara Lopes Ferreira de Paula (Manaus, 25 de julho de 1989) é uma nadadora brasileira, especializada em provas do nado borboleta.

## Trajetória esportiva

### Jogos Olímpicos de 2008
Radicada em São Caetano do Sul desde criança, com 11 anos de idade ganhou patrocínio para poder competir pelo país. Teve a sua primeira participação nas Olimpíadas de 2008 em Pequim. Aos 18 anos, conquistou a vaga olímpica na última seletiva brasileira, no Troféu Maria Lenk, no Rio de Janeiro. Daynara obteve o feito nas eliminatórias dos 100 metros borboleta, onde anotou 59s30 - tempo cinco centésimos abaixo da marca da Fina. De quebra, bateu o recorde sul-americano de Gabriella Silva, de 59s79. Em Pequim, marcou o 34º tempo nos 100 metros borboleta.

### 2009–12
No Campeonato Mundial de Esportes Aquáticos de 2009 em Roma, ficou em décimo nos 100 metros borboleta, e foi à final dos 50 metros borboleta, terminando em oitavo lugar. Na semifinal dos 50 metros borboleta, bateu o recorde sul-americano da prova, com 25s85.
Em novembro de 2009, na etapa de Estocolmo do Circuito FINA da Copa do Mundo de Natação de Piscina Curta, bateu os recordes sul-americanos dos 100 metros borboleta (57s23 na eliminatória e 56s52 na final, em 10 de novembro) e dos 50 metros borboleta (25s94, em 11 de novembro).
Esteve no Campeonato Mundial de Esportes Aquáticos de 2011 em Xangai, onde ficou em décimo lugar nos 50 metros borboleta, 21º nos 100 metros borboleta, 17º nos 4x100 metros medley e 13º nos 4x100 metros livre.
Nos Jogos Pan-Americanos de 2011 em Guadalajara, obteve a medalha de prata nos 100 metros borboleta e nos 4x100 metros livre, além do bronze nos 4x100 metros medley. Também ficou em nono lugar nos 100 metros livre.

### Jogos Olímpicos de 2012
Participou de sua segunda Olimpíada nos Jogos Olímpicos de Verão de 2012 em Londres, onde ficou em 26º lugar nos 100 metros livre e 33º lugar nos 100 metros borboleta.

### 2012–16
No Campeonato Mundial de Natação em Piscina Curta de 2012 em Istambul, ficou em 16º nos 50 metros borboleta, décimo nos 100 metros borboleta e décimo nos 4x100 metros medley. Nas eliminatórias dos 4x100 metros medley, Daynara, junto com a equipe brasileira, bateu o recorde sul-americano com a marca de 3m57s66.
No Campeonato Mundial de Esportes Aquáticos de 2013 em Barcelona, na prova dos 4x100 metros livre, Daynara bateu o recorde sul-americano com o tempo de 3m41s05, junto com Larissa Oliveira, Graciele Herrmann e Alessandra Marchioro. O time brasileiro terminou em 11º lugar. Ela também terminou em 15º lugar nos 100 metros borboleta, 20º nos 50 metros borboleta  e 12º nos 4x100 metros medley, junto com Etiene Medeiros, Larissa Oliveira e Beatriz Travalon.
No Campeonato Pan-Pacífico de Natação de 2014 em Gold Coast, na Austrália, terminou em quinto lugar no revezamento 4x100 metros livre, junto com Graciele Herrmann]], Etiene Medeiros e Alessandra Marchioro; quinto lugar no revezamento 4x100 metros medley, junto com Graciele Herrmann, Ana Carla Carvalho e Etiene Medeiros; 12º nos 100 metros borboleta, e 19º nos 50 metros livre.
No Campeonato Mundial de Natação em Piscina Curta de 2014 realizado em Doha, no Qatar, Daynara bateu o recorde sul-americano dos 50 metros borboleta na semifinal da prova, com a marca de 25s54 e terminou em oitavo lugar na final. Daynara também esteve em outras finais: ficou em quinto lugar nos 4x50 metros medley femininos (1m46s47, recorde sul-americano) em revezamento formado por Daynara, Etiene Medeiros, Ana Carla Carvalho e Larissa Oliveira; e obteve o sétimo lugar nos 4x100 metros livre femininos (3m33s93, recorde sul-americano), e o oitavo lugar na final dos 4x50 metros livre femininos (1m38s78, recorde sul-americano), ambos os revezamentos formados por Daynara, Daiane Oliveira, Alessandra Marchioro e Larissa Oliveira. Ela também nadou os 100m borboleta, onde terminou em 11º lugar.
Nos Jogos Pan-Americanos de 2015 em Toronto, no Canadá, Daynara ganhou duas medalhas de bronze em dois revezamentos brasileiros: nos 4x100 metros livre (neste, quebrando o recorde sul- americano, com o tempo de 3m37s39, junto com Etiene Medeiros, Graciele Herrmann e Larissa Oliveira) e nos 4x100 metros medley (junto com Jhennifer Conceição, Etiene Medeiros e Larissa Oliveira).. Ela também terminou em quarto lugar nos 100 metros borboleta.
No Campeonato Mundial de Esportes Aquáticos de 2015, terminou em sexto lugar nos 4x100 metros livre misto,junto com Bruno Fratus, Matheus Santana e Larissa Oliveira, quebrando o recorde sul-americano com o tempo de 3m25s58; nono lugar nos 4x100 metros medley misto, junto com Felipe Lima, Daiene Dias e João de Lucca; 11º nos 4x100 metros livre, junto com Larissa Oliveira, Graciele Herrmann e Etiene Medeiros; 13º nos 50 metros; borboleta 14º nos 4x100 metros medley, e 18º lugar nos 100 metros borboleta.

### Jogos Olímpicos de 2016
Nos Jogos Olímpicos de Verão de 2016, terminou em 11º no revezamento 4x100 m livre do Brasil, 13º no revezamento 4x100m medley,e 16º nos 100m borboleta.

### Recordes
Daynara é a atual detentora, ou ex-detentora, dos seguintes recordes:
Piscina olímpica (50 metros)
- Recordista sul-americana dos 50 metros borboleta: 25s85, obtidos em 31 de julho de 2009[4]
- Ex-recordista sul-americana dos 100 metros borboleta: 59s30, obtidos em 7 de maio de 2008[44]
- Recordista sul-americana dos 4x100 metros livre: 3m41s05, obtidos em 28 de julho de 2013, junto com Graciele Herrmann, Alessandra Marchioro e Larissa Oliveira

Piscina semi-olímpica (25 metros)
- Recordista sul-americana dos 50 metros borboleta: 25s54, obtidos em 4 de dezembro de 2014
- Ex-Recordista sul-americana dos 100 metros borboleta: 56s52, obtidos em 10 de novembro de 2009[5]
- Recordista sul-americana dos 4x50 metros livre: 1m38s78, obtidos em 7 de dezembro de 2014, junto com Daiane Oliveira, Alessandra Marchioro e Larissa Oliveira
- Recordista sul-americana dos 4x100 metros livre: 3m33s93, obtidos em 5 de dezembro de 2014, junto com Daiane Oliveira, Alessandra Marchioro e [[Larissa Oliveira
- Recordista sul-americana dos 4x50 metros medley: 1m46s47, obtidos em 5 de dezembro de 2014, junto com Etiene Medeiros, Ana Carla Carvalho e Larissa Oliveira
- Recordista sul-americana dos 4x100 metros medley: 3m57s66, obtidos em 14 de dezembro de 2012, junto com Fabíola Molina, Beatriz Travalon e Larissa Oliveira [18]